# Кёнхигун
Кёнхигун (кор. 경희궁) — дворец, построенный в Сеуле, Южная Корея. Был одним из «Пяти больших дворцов», построенных династией Чосон. Дворец Кёнбоккун, сооруженный в 1395 году, находится немного севернее «Восточного Дворца» (Чхандоккун) и «Западного Дворца» (Кёнхигун), поэтому его еще называют «Северным Дворцом». 
Дворец сильно пострадал и был практически полностью разрушен во время Имчжинской войны (1592-1598), но во времена правления династии Ли (1852-1919) был заново отстроен под предводительством генерала Хынсона.
Одно из самых красивых мест во дворце, оставшееся здесь еще со времен династии Чосон – это сооружения «Кёнхвару», «Хянвончжон» и пруд с лотосами, представляющие собой всю красоту и торжественность древней Кореи.
На сегодняшний день возле ворот Хоннемун располагается Государственный Музей, а в Хянвончжоне находится музей корейской нации.